# Crotalaria mentiens
Crotalaria mentiens là một loài rau đậu thuộc họ Fabaceae.
Loài này chỉ có ở Cameroon.
Môi trường sống tự nhiên của chúng là rừng khô nhiệt đới hoặc cận nhiệt đới và đồng cỏ khô nhiệt đới hoặc cận nhiệt đới vùng đất thấp.
Chúng hiện đang bị đe dọa vì mất môi trường sống.